# 優質教育基金
優質教育基金（英語：Quality Education Fund，1998年1月2日—），是香港一個為推動教育改革而成立的基金，由時任特首董建華在1997年10月於他的首份施政報告中倡議成立，用以資助各項有助香港優質教育的計劃。
基金成立之時，獲得政府撥款50億港元，以基金的投資收入支持長期運作。資助對象主要是對基礎教育（包括學前教育、特殊教育及一般中、小學的教育）具成效的計劃，但亦有大專院校申請，用以資助有助推動基礎教育發展的研究計劃。計劃最初開展時，會全數撥給成功申請者，但現時已改為配對基金，根據申請者所籌得的款項來批出等額的撥款。
另外，所有成功獲得優質教育基金撥款的申請，都要在計劃完成後提交檢討報告。報告會放在基金的網上資源中心供人瀏覽，一方面有助公眾人士監察基金的運用，亦有助其他申請人作參考之用。

## 撥款情況
在優質教育基金最初8輪撥款中，共收到15,089份申請，獲批出資助的有5,802項，共撥款超過31億港元；全港超過9成的小學、中學及特殊學校曾提出申請。

## 批評及檢討
2001年10月，審計署發表《優質教育基金的管理》報告書，對基金提出了一些批評及建議。
在優質教育基金計劃推行初期，對同一申請人的申請項目數量缺乏限制，於是有些學校多次申請撥款去推行多個計劃，加重了教師的工作量。雖然申請基金純屬自願，可是部份人把「成功申請基金」視為學校表現的指標之一，導致學校往往為了不甘後人而申請，「有些學校或辦學團體似乎是規定每個老師也要寫一些建議，變成是製造了一種無形的壓力」，有人批評申請基金為「變相強硬性」。後來為了控制基金支出及減輕教師的工作量，對同一申請人可提交的申請項目數量設限。

## 重要資助計劃列表
- 香港教育城
- 手語輔助教學計劃
- 中學生好書龍虎榜

## 外部連結
- 優質教育基金網址 （页面存档备份，存于）
- 優質教育基金網上資源中心網址 （页面存档备份，存于）